# 46e gala des prix Félix
Le 46e gala des prix Félix, organisé en 2024 par l'Association québécoise de l'industrie du disque, du spectacle et de la vidéo, récompense les artistes québécois de la chanson.
La remise des prix est séparée en trois galas : le Gala de l'ADISQ, diffusé en direct sur ICI Radio-Canada Télé, le Premier Gala de l'ADISQ, diffusé en direct sur Télé-Québec quatre jours plus tôt et le Gala de l'Industrie, qui récompense les prouesses techniques en musique.
Les nominations sont dévoilées le 18 septembre 2024. Le groupe Les Cowboys fringants reçoivent la plus grande quantité de nominations avec sept. Karkwa, Salebarbes et Souldia reçoivent cinq nominations chacun.
Lors des cérémonies, Les Cowboys fringants récoltent un total de six Félix, dont ceux de groupe de l'année, chanson de l'année (pour La Fin du Show), album alternatif de l'année, choix de la critique, vidéoclip de l'année (pour La Fin du Show), ainsi qu'auteur ou compositeur de l'année (Jean-François Pauzé). Alexandra Stréliski, quant à elle, remporte les Félix d'artiste féminine de l'année et de l'album de l'année (succès populaire). Daniel Bélanger remporte le prix d'artiste masculin de l'année.

## Gala de l'ADISQ
Le gala des prix Félix se déroule le 3 novembre 2024. Il est animé par l'humoriste Pierre-Yves Roy-Desmarais, qui succès à Louis-José Houde, animateur de la soirée pour dix-huit années consécutives.
Les côtes d'écoute pour ce gala ont été de 1 145 000 téléspectateurs, soit un nombre essentiellement identique à l'année précédente.
| Album de l'année (succès populaire) | Artiste de l'année (rayonnement international) |
| --- | --- |
| Gagnant : Néo-Romance (Alexandra Stréliski) - 2Frères à L'Anglicane (2Frères) - Mercure en mai (Daniel Bélanger) - Pub royal (Les Cowboys Fringants) - Héritage (Lost) - Mon Noël (Nathalie Simard) - Submergé (Roxane Bruneau) - À boire deboutte (Salebarbes) - On va-tu prendre une marche? (Sara Dufour) - Non conventionnel (Souldia) | Gagnante : Charlotte Cardin - Alexandra Stréliski - Aliocha Schneider - Elisapie - Moonshine |
| Artiste autochtone de l'année | Auteur(e) ou compositeur, compositrice de l'année |
| Gagnante : Elisapie - Florent Vollant - Jeremy Dutcher - Natasha Kanapé - Soleil Launière | Gagnant : Jean-François Pauzé - Alexandre Poulin - Aliocha Schneider, Marc-André Gilbert - Stéphane Bergeron, Louis-Jean Cormier, François Lafontaine, Martin Lamontagne, Julien Sagot - Kevin St-Laurent, Christophe Martin, Maxime Gabriel |
| Révélation de l'année | Spectacle de l'année |
| Gagnant : BARNEV - Arielle Soucy - Émile Bourgault - Rau_Ze - Sophie Grenier | Gagnant : À boire deboutte (Salebarbes) - Néo-Romance (Alexandra Stréliski) - Miserere 25e anniversaire (Bruno Pelletier) - Mercure en mai (Daniel Bélanger) - Tension Attention 40 ans (Daniel Lavoie) - Dans la seconde (Karkwa) - Les gens qu’on aime (Philippe Brach) - Sur ma route (Pierre Flynn) - Chansons hivernales (Pierre Lapointe) - Non conventionnel (Souldia) |
| Groupe ou duo de l'année | Artiste féminine de l'année |
| Gagnants : Les Cowboys fringants - 2Frères - Bleu Jeans Bleu - Les Trois Accords - Salebarbes | Gagnante : Alexandra Stréliski - Ingrid St-Pierre - Isabelle Boulay - Roxane Bruneau - Sara Dufour |
| Artiste masculin de l'année | Chanson de l'année |
| Gagnant : Daniel Bélanger - Bruno Pelletier - FouKi - Ludovick Bourgeois - Souldia | Gagnante : La fin du show (Les Cowboys Fringants) - Ensemble (Aliocha Schneider) - Le reste du temps (Andréanne A. Malette) - Nuit magique (Ariane Moffatt) - Confetti (v.f.) (Charlotte Cardin) - blood pareil (version radio) (comment debord) - Vol à l’étalage (Les Trois Accords) - L’Habitude (Rau_Ze) - J’te retiens pas (Roxane Bruneau) - Tite gomme (Salebarbes)    |

## Premier Gala de l'ADISQ
Le Premier Gala a lieu le 30 octobre 2024. Il est animé par Sarahmée,.

### Gagnant(e)s
- Album de l'année (adulte contemporain) : Du feu dans les lilas, Beyries
- Album de l’année (alternatif) : Pub royal, Les Cowboys fringants
- Album de l’année (anglophone) : 99 Nights, Charlotte Cardin
- Album de l’année (autres langues) : Motewolonuwok, Jeremy Dutcher
- Album de l’année (choix de la critique) : Pub royal, Les Cowboys fringants
- Album de l’année (classique) : Signature : Philip Glass, Angèle Dubeau
- Album de l'année (country) : À boire deboutte, Salebarbes
- Album de l’année (folk) : On va-tu prendre une marche?, Sara Dufour
- Album de l'année (jazz) : Our Roots Run Deep, Dominique Fils-Aimé
- Album de l'année (langues autochtones) : Tshitatau, Florent Vollant
- Album de l’année (musique instrumentale) : 8 Tableaux, Flore Laurentienne
- Album de l’année (musiques du monde) : Ilhada, Mônica Freire
- Album de l'année (pop) : Submergé, Roxane Bruneau
- Album de l'année (R&B/soul) : Virer nos vies, Rau_Ze
- Album de l'année (rap) : Non conventionnel, Souldia
- Album de l’année (réinterprétation) : Inuktitut, Elisapie
- Album de l’année (rock) : Dans la seconde, Karkwa
- Album de l’année (traditionnel) : Domino!, La Bottine Souriante
- Album ou DVD de l'année (jeunesse) : Faut toujours faire comme les grands, Les Petites Tounes
- Spectacle de l’année (anglophone) : 99 Nights, Charlotte Cardin
- Spectacle de l’année (humour) : Des putes et des voleurs, Adib Alkhalidey
- Spectacle de l'année (variétés/réinterprétations) : Le Roy, La Rose et Le Lou[p], Ariane Roy, Thierry Larose et Lou-Adriane Cassidy
- Vidéo de l’année : La fin du show, Les Cowboys fringants